# Комарув-Осада
Комарув-Осада (пол. Komarów-Osada) — деревня в Замойском повете Люблинского воеводства Польши. Административный центр гмины Комарув-Осада. Находится примерно в 18 км к юго-востоку от центра города Замосць. По данным переписи 2011 года, в деревне проживало 899 человек.
В 1975—1998 годах деревня входила в состав Замойского воеводства.

## Население
Демографическая структура по состоянию на 31 марта 2011 года:
|         | Всего | До трудоспособного возраста | Трудоспособного возраста | Старше трудоспособного возраста |
| ------- | ----- | --------------------------- | ------------------------ | ------------------------------- |
| Мужчины | 430   | 89                          | 284                      | 57                              |
| Женщины | 469   | 78                          | 253                      | 138                             |
| Всего   | 899   | 167                         | 537                      | 195                             |